# رأفت الرومان
رأفت الرومان هو مغني تركي ولد في 25 أغسطس 1986، يحمل الجنسية الألمانية.

## روابط خارجية
رأفت الرومان على موقع IMDb (الإنجليزية)
- رأفت الرومان على موقع ميوزك برينز (الإنجليزية)
- رأفت الرومان على موقع ديسكوغز (الإنجليزية)
- رأفت الرومان على موقع قاعدة بيانات الفيلم (الإنجليزية)